# NGC 6456
NGC 6456 é uma galáxia elíptica (E) localizada na direcção da constelação de Draco. Possui uma declinação de +67° 35' 32" e uma ascensão recta de 17 horas, 42 minutos e 31,7 segundos.
A galáxia NGC 6456 foi descoberta em 25 de Setembro de 1886 por Lewis A. Swift.